# Банкрофт (Ајдахо)
Банкрофт (енгл. Bancroft) град је у америчкој савезној држави Ајдахо.

## Демографија
По попису из 2010. године број становника је 377, што је 5 (-1,3%) становника мање него 2000. године.
| Група             | 2000.       | 2010.       |
| Белци             | 376 (98,4%) | 353 (93,6%) |
| Афроамериканци    | 1 (0,3%)    | 0 (0,0%)    |
| Азијати           | 0 (0,0%)    | 0 (0,0%)    |
| Хиспаноамериканци | 3 (0,8%)    | 12 (3,2%)   |
| Укупно            | 382         | 377         |